# AI Entertainment
AI Entertainment Incorporated là công ty con tại Nhật Bản của FNC Entertainment. Nó được thành lập trong năm 2009.

## Các nghệ sĩ

### Warner Japan
- CN Blue (2011-)
- F.T. Island (2010-)
- Choi Jun-hee (2011-)

### Victor/JVC
- Oh Won-bin (ex-F.T. Island)

| Thành viên hiện tại | Thành viên hiện tại | Thành viên hiện tại | Thành viên hiện tại | Thành viên hiện tại | Thành viên hiện tại | Thành viên hiện tại    |
| Nghệ danh           | Nghệ danh           | Tên thật            | Tên thật            | Ngày sinh           | Quốc tịch           | Chiều cao              |
| Latinh              | Hangul              | Latinh              | Hangul              | Ngày sinh           | Quốc tịch           | Chiều cao              |
| ------------------- | ------------------- | ------------------- | ------------------- | ------------------- | ------------------- | ---------------------- |
| Heni                | 미미                | Son Hye-in          | 배주현              | 17 tháng 4, 1997    | Hàn Quốc            | 1,68 m (5 ft 6 in)     |
| Hella               | 유아                | Min Hye-in          | 이태용              | 7 tháng 12, 1997    | Hàn Quốc            | 1,61 m (5 ft 3+1⁄2 in) |
| Yui                 | 董思                | Yuki Samaki         | 董思成              | 24 tháng 2, 1998    | Nhật Bản            | 1,56 m (5 ft 1+1⁄2 in) |
| Jazzy               | 효정                | Nazuzi Suzuki       | 손승완              | 30 tháng 3, 1998    | Nhật Bản            | 1,61 m (5 ft 3+1⁄2 in) |
| Jane                | 지호                | Moon Seo-in         | 서영호              | 17 tháng 5, 1998    | Hàn Quốc            | 1,64 m (5 ft 4+1⁄2 in) |
| Eua                 | 유아                | Sung Ka-eun         | 이동혁              | 8 tháng 3, 1999     | Hàn Quốc            | 1,59 m (5 ft 2+1⁄2 in) |
| Say                 | 김예                | Kim Yoo-kyung       | 김예림              | 1 tháng 8, 2000     | Hàn Quốc            | 1,66 m (5 ft 5+1⁄2 in) |